# Bitter Automobili
La Bitter (Erich Bitter Automobil GmbH) è una piccola casa automobilistica tedesca con sede a Schwelm (vicino a Düsseldorf), fondata nel 1971 da Erich Bitter.

## La storia ed i modelli
Erich Bitter (Schwelm, 1933), ex ciclista professionista (ha corso il Tour de France dal 1953 al 1956) ed ex pilota NSU e Mercedes-Benz (ma ha corso anche con Porsche e Ferrari), nella seconda metà degli anni sessanta era un importatore di Abarth e Intermeccanica con un sogno in testa: costruire, in proprio, un'automobile sportiva caratterizzata da prestazioni elevate, finiture e qualità costruttiva d'alto livello e componenti meccanici di grande serie.
Nel 1969 la Opel aveva presentato, al Salone dell'Automobile di Francoforte il prototipo Style CD, basato sul pianale accorciato della sua ammiraglia Diplomat (una grossa berlina a trazione posteriore equipaggiata con un motore V8 di origine Chevrolet). La favorevole accoglienza del prototipo, da parte del pubblico, indusse il management della casa a considerare la possibilità di produrla in serie. Considerazioni d'ordine economico però consigliarono l'accantonamento del progetto.
L'anno successivo la Frua presentò una sua interpretazione della Style CD, partendo dal medesimo telaio monoscocca.

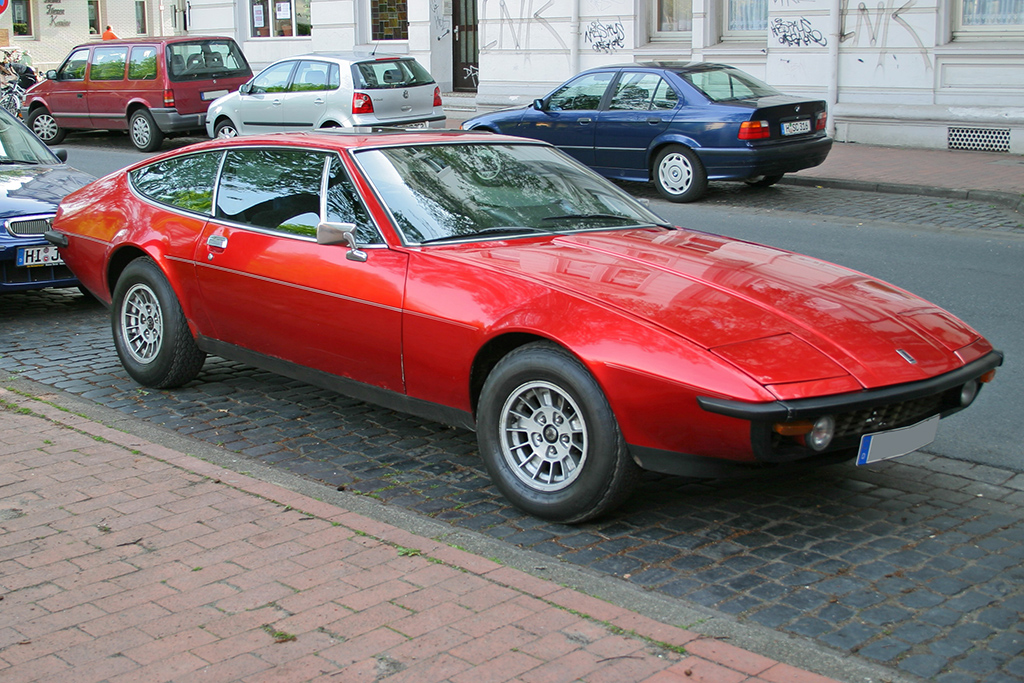
Una Bitter CD

Proprio di quest'ultima versione Erich Bitter acquistò i diritti di produzione, affidando a Frua il compito di renderla più pratica e meglio industrializzabile.
Così nel 1973 venne presentata l'elegante (ma la somiglianza con la Maserati Ghibli era imbarazzante) coupé fastback Bitter CD. Mossa da un V8 di 5374cm³ da 230cv (pure proveniente dalla Diplomat), la CD toccava i 210 km/h. Dato che Bitter non disponeva di sufficienti capitali per impiantare una propria fabbrica, s'affidò, per l'assemblaggio, alla carrozzeria Baur di Stoccarda.
Ne furono prodotte, fino al 1979, 395 unità (contro le 200 all'anno previste in origine).
Nel 1979 la CD venne sostituita da un nuovo modello, la SC.
Basata sulla Opel Senator, la SC era una coupé a 3 volumi il cui aspetto (alla definizione della linea avevano partecipato anche alcuni stilisti Opel e Giovanni Michelotti) ricordava da vicino quello della Ferrari 400 GT. Al motore originario, un 6 cilindri in linea di 2986 cm³ da 180 CV, venne successivamente affiancata una versione con cilindrata maggiorata a 3848 cm³ e potenza di 210 CV.
Nel 1983 venne lanciata anche la SC Cabriolet, seguita, nel 1985, dalla SC Sedan, ovvero la berlina a 4 porte.
A causa di problemi finanziari la produzione della Bitter SC cessò nel 1986, dopo 462 coupé, 21 cabriolet e appena 5 berline.
La SC fu l'ultima Bitter prodotta, perché i modelli successivi (Typ 3, Rally GT e Tasco) rimasero allo stadio di prototipo, a causa della mancanza di risorse. 
Altri prototipi presentati col marchio Bitter sono stati quelli siglati CD2 (proposto in varie versioni nel 2003, 2004 e 2005) e derivato dalla Holden Monaro) e la berlina Vero presentata nel 2007.

## Modelli prodotti
- Bitter CD
- Bitter SC